# 50240 Cortina
50240 Cortina este un asteroid din centura principală de asteroizi.

## Descriere
50240 Cortina este un asteroid din centura principală de asteroizi. A fost descoperit pe 28 ianuarie 2000 la Cortina de A. Dimai. El prezintă o orbită caracterizată de o semiaxă mare de 2,54 ua, o excentricitate de 0,14 și o înclinație de 12,7° în raport cu ecliptica.